# Opera Software
Opera Software ASA — норвезька компанія, виробник програмного забезпечення.
Компанія створена групою дослідників, що працювали на норвезьку телекомунікаційну компанію Telenor. Найвідомішими продуктами є браузер Opera, який з 2005 розповсюджується на безоплатній основі, і браузер для мобільних пристроїв Opera Mini. Зараз основним комерційним продуктом є браузер Opera Mobile для мобільних пристроїв на базі Windows Mobile і Symbian OS.
У лютому 2016 року група китайських компаній досягла угоди про придбання Opera Software ASA за 10,5 млрд норвезьких крон (1,2 млрд доларів).